# Boerengat (Terneuzen)
Boerengat is een buurtschap in de gemeente Terneuzen, in de Nederlandse provincie Zeeland. De buurtschap, in de regio Zeeuws-Vlaanderen, ligt ten westen van Terneuzen en is gelegen aan de "Boerengat".
De buurtschap was vroeger groter dan zij nu is. Vroeger waren er namelijk ook woningen aan de weg Boerengat gevestigd. Deze woningen moesten worden gesloopt om ruimte te maken voor het industriegebied van onder andere de Braakmanhaven.
Veel van de bewoners (Gattenaren genoemd) zijn hierdoor voornamelijk in het nabijgelegen Hoek gaan wonen.
Door de naam van de buurtschap zijn plaatsnaamborden al jarenlang een geliefd verzamelobject en behoren deze daardoor tot de meest ontvreemde plaatsnaamborden van Nederland.
Boerengat bestaat vooral uit boerderijen, die ver uit elkaar liggen. Ten zuiden en ten westen van de buurtschap ligt de Achterste kreek.
Steden: Axel · Biervliet · Philippine · Sas van Gent · Terneuzen

Dorpen: Hoek · Koewacht · Overslag · Sluiskil · Spui · Westdorpe · Zaamslag · Zandstraat · Zuiddorpe

Buurtschappen: Den Abeele · Altena · Axelschestraat · Batterij · Berdelingebuurte (deels) · Boerengat · Bontekoe · Boschdorp · Boschdorp · Bouchauterhaven · Cootjesdorp · De Sluis · Driedijk · Driekwart · Drieschouwen · Driewegen · Eendragt · Het Fort · Fort Ferdinandus · Griete · Hasjesstraat · Haven (deels) · Hazelarenhoek · Het Zand · Hoek van de Dijk · Holleken (deels) · Hoogedijk · Isabellahaven · Kampersche Hoek · Kijkuit · Klein Gent · Knol · De Kraag · Kruispad · Kwakkel · Magrette · Mauritsfort · Molenhoek · De Muis · Nieuwemolen · Nieuwlandse Molen · Othene · Oude Molen · Oude Polder · Paradijs · Passluis · Poonhaven · Posthoorn (deels) · De Put · De Ratte · Reedijk · Reuzenhoek · Rijgerij · Roodesluis · Schaapdijk · Schapenbout · Sint Andries · Steenovens · De Sterre · Stoppeldijkveer (deels) · Stroodorpe · Vaartwijk · Vaatje · Val · Varempé · Waterhuis · Watervliet · Wouterij · Wulpenbek · Zaamslagveer · Zandplaat · Zwartenhoek

Streekje: Tweekwart

Historische plaatsen: Axelsche Sassing · Noordhoek · De Stuiver · Triniteit · Vingerling

Zeeland: Steden en dorpen in Zeeland      Nederland: Provincies · Gemeenten